# Prestigiatore (Bosch)
Il Prestigiatore  è un dipinto a olio su tavola (53x65 cm) attribuito a Hieronymus Bosch e/o alla bottega, databile al 1502 circa e conservato nel Musée Municipal di Saint-Germain-en-Laye.

## Storia
Dell'opera si sa di sicuro solo che entrò nel museo nel 1872 col legato Ducastel. L'autografia è dubbia, così come la datazione. Spesso veniva indicata come opera giovanile, a giustificare le semplificazioni di alcuni personaggi, ma l'analisi dendrocronologica ha dimostrato come non possa essere anteriore al 1502. Se ne conoscono varie copie, in pittura e a stampa.

## Descrizione e stile
Il soggetto, che ha originato varie ipotesi e ricostruzioni nella critica, dovrebbe essere quello dello stolto che, colpevole della propria stupidità secondo la visione di Bosch, viene derubato da un prestigiatore e dal suo complice. Si dovrebbe rifare infatti a un proverbio fiammingo: chi dà ascolto alle illusioni perde il denaro e si fa schernire dai fanciulli.
Sullo sfondo di un muretto su cui crescono varie erbette, la composizione è divisa in due metà: a destra il prestigiatore, che esegue un gioco con palline e tiene alla cinta un canestro con una civetta, animale notturno simbolo in genere negativo, ma che, ricorrendo in molte opere dell'artista, è stato variamente interpretato. Vicino si trova un cagnolino con un berretto da giullare.
Nell'altra metà si vede la folla dove il sempliciotto, che è piegato in due, sta vomitando rane, forse per effetto di un trucco del ciarlatano o forse come simbolo della sua immoralità. Dietro di lui un complice del prestigiatore, con fare indifferente, gli sta rubando la borsa dei denari appesa alla cintura. Tra i vari personaggi (una coppia, una monaca e vari borghesi), spicca in basso un fanciullo che tiene in mano una girandola e che guarda curioso e divertito la scena.